# Cantone di Bourgogne
Il Cantone di Bourgogne è una divisione amministrativa dell'arrondissement di Reims.
A seguito della riforma approvata con decreto del 21 febbraio 2014, che ha avuto attuazione dopo le elezioni dipartimentali del 2015, è passato da 24 a 28 comuni.

## Composizione
I 24 comuni facenti parte prima della riforma del 2014 erano:
- Auménancourt
- Bazancourt
- Berméricourt
- Bourgogne
- Boult-sur-Suippe
- Brimont
- Caurel
- Cauroy-lès-Hermonville
- Cormicy
- Courcy
- Fresne-lès-Reims
- Heutrégiville
- Isles-sur-Suippe
- Lavannes
- Loivre
- Merfy
- Pomacle
- Pouillon
- Saint-Étienne-sur-Suippe
- Saint-Thierry
- Thil
- Villers-Franqueux
- Warmeriville
- Witry-lès-Reims

Dal 2015 i comuni appartenenti al cantone sono i seguenti 28:
- Auménancourt
- Bazancourt
- Beine-Nauroy
- Berméricourt
- Berru
- Boult-sur-Suippe
- Bourgogne
- Brimont
- Caurel
- Cauroy-lès-Hermonville
- Cormicy
- Courcy
- Fresne-lès-Reims
- Hermonville
- Heutrégiville
- Isles-sur-Suippe
- Lavannes
- Loivre
- Merfy
- Nogent-l'Abbesse
- Pomacle
- Pouillon
- Saint-Étienne-sur-Suippe
- Saint-Thierry
- Thil
- Villers-Franqueux
- Warmeriville
- Witry-lès-Reims